# Capo Ann
Capo Ann (Cape Ann) è una penisola rocciosa situata sulla costa nordorientale degli Stati Uniti d'America, nella baia del Massachusetts. Tra i centri principali vi sono Gloucester e Rockport. Prende il nome dalla regina Anna di Danimarca.